# آلتنمونستر
التنمانستر (به آلمانی: Altenmünster) یک شهر در آلمان است که در بایرن واقع شده‌است.

## خصوصیات
التنمانستر ۴۱٫۳۰ کیلومترمربع مساحت دارد ۴۳۵ متر بالاتر از سطح دریا واقع شده‌است.